# Пиер-Жозеф Прудон
Пиер-Жозеф Прудон (на френски: Pierre-Joseph Proudhon) (15 януари 1809 – 19 януари 1865) е френски мутуалист философ и социалист. Той е първият, който се нарича анархист и се счита за един от най-влиятелните теоретици и деятели на анархизма. След събитията от 1848 той започва да се нарича федералист. 
Неговото най-известно твърдение е Собствеността е кражба!, заявено в първия му голям труд, „Какво е собствеността?“ (Qu'est-ce que la propriété? Recherche sur le principe du droit et du gouvernement), публикуван през 1840.
Публикуването на книгата привлича вниманието на френските власти. То също привлича вниманието на Карл Маркс, който започва кореспонденция с автора. Двамата си влияят един на друг: те се срещат в Париж, докато Маркс е заточен там. Приятелството им окончателно привършва, когато Маркс отговаря на Прудоновата „Системата на икономическите противоречия, или Философия на бедността“ с провокативно озаглавената „Нищетата на философията“.
Диспутът става една от причините за разделението между анархисти и марксисти в Първият Интернационал.

## Философски и политикономически схващания
Прудон разчита на работническите колективи и синдикалната организация за постигане на социална революция по мирен път. Основни характеристики на революционното общество за него са свободата и справедливостта. Неокончателно развити, в неговите идеи се забелязва известна противоречивост и диалектичност. Но въпреки, своето утопично разглеждане на проблемите, с реалистичната си критика срещу промишлената централизация, държавната бюрокрация и партийният авторитет, Прудон е първият който предвижда най-големите проблеми на 20 век – появата на монополистичния капитализъм и превръщането идеята на Маркс от комунизъм и социализъм в държавен капитализъм стигащ до тоталитаризъм.

## Обществена дейност
Прудон е журналист, депутат в Учредителното събрание от 1848, „свободен масон“. Защитава „народните работилници“, осигуряващи работа за безработните, макар да критикува принципът на тяхното основаване. Опитва се да създаде „Банка на хората“, като алтернатива на правителствените институции, но начинанието се проваля.

## Критика
Освен в противоречивост на схващанията, Прудон е обвиняван и в отявлен антисемитизъм.